# Leeltse nina
Leeltse nina är en udde i Estland.   Den ligger i landskapet Saaremaa (Ösel), i den västra delen av landet, 210 km sydväst om huvudstaden Tallinn.
Terrängen inåt land är platt. Havet är nära Leeltse nina österut.  Närmaste större samhälle är Salme alevik, 12,3 km norr om Leeltse nina. I omgivningarna runt Leeltse nina växer i huvudsak blandskog.